# Смирнов Ігор Вікторович
Смирнов Ігор Вікторович (рос. Смирнов Игорь Викторович; *5 квітня 1951 р., м. Москва — †5 листопада 2004 р., м. Москва) — російський вчений, доктор медичних наук, академік Російської академії природничих наук Академії енергоінформаційних наук, основоположник комп'ютерних психотехнологій; він був генеральним директором Інституту комп'ютерних психотехнологій, завідувачем сектору психокорекції Московської медичної академії, головою Ради директорів «Сайкотекнолоджіз корпорейшн» США. Найвідоміше його дослідження в управлінні свідомістю в КДБ СРСР, та у введення ним в наукову галузь при вивченні людської поведінки поняття «психоекології», засновник науки «психоекологія»; займався розробкою технологій комп'ютерної психодіагностики та психокорекції поведінки людини, дистанційного читання думок і дистанційного впливу на мозок іншої людини, зомбування психіки і поведінки людей, більшість цих його дослідів є засекречені Росією. Засновник психотронної зброї та психоекології.

## Життєпис
Був сином Смірнової Антоніни Миколаївни, доньки естрадного гіпнотизера зі сценічним ім'ям «Орнальдо» (Смірнов Микола Олександрович), заарештована репресивними органами СРСР разом з чоловіком Абакумовим Віктором Семеновичем (померла від пухлини мозку). Батьком його був комісар КДБ СРСР і засновник СМЕРШу Абакумов Віктор Семенович. В свідоцтві про народження влада йому вписала прізвище матері із забороною вказувати батька.
Вчився в Першому Московському державному медичному університеті імені І. М. Сеченова. Займався комп'ютерними технологіями, що дозволяють позамедичним шляхом діагностувати і коригувати психічний та фізичний стан людини шляхом прямого доступу в семантичну пам'ять, підсвідомість; з метою контролю і прогнозу поведінки й стану людини в інформаційному середовищі її проживання.
У 1978 р. очолив лабораторію психокорекції в Московській медичній академії. Ігор Смірнов першим в науковому світі запропонував використовувати комп'ютери як психотехнологічні платформи. Він запропонував оригінальний синтез психоаналізу й комп'ютерних технологій. Метод комп'ютерного психосемантичного аналізу покладений в основу апаратно-програмного комплексу дослідження психіки людини «MindReader 2.0» (АПК КПСА MindReader 2.0). Доктор Смірнов І. В. вважав, що «створив універсальну читалку думок». В основі двох головних психотехнологічних процесів — психосемантичний аналіз та психокорекція, використовувані в даному методі, — лежать сучасні уявлення про організацію та особливості функціонування неусвідомлюваних сфер психіки: Психосемантичний аналіз — виявлення прихованої у підсвідомості інформації, що є мотивацією вчинків, намірів і причиною багатьох хвороб і проблем; психокорекція — немедикаментозна оптимізація психічного і фізичного стану людини.
У 1980 р. вів науково-дослідну роботу за темою «Фізичні поля біооб'єктів, модульовані семантичним сигналом»; «Оптимізація стану здорової людини» (патент від 1979 р.), «Підвищення працездатності спортсменів» (патент від 1979 р.), «Контроль і підвищення працездатності людини-оператора» (патент від 1980 р.).
У 1982 р. вів досліди над технологічними процеси в області основних напрямів психотехнологій — псіхозондування та психокорекції.
У 1994 р. — рішенням Президії Російської Академії природничих наук в рамках Секції Геополітики і безпеки створений НДІ Псіхоекології під керівництвом І. В. Смірнова.
Став ініціатором змін в законодавстві РФ про інформаційно-психологічну безпеку з метою захисту екології душі громадян, що не була підтримана політиками Росії.
Смирнов І. В. був охарактеризований в засобах масової інформації, як носій характеру Распутіна з «майже містичною силою переконання». За словами його дружини Русалкіної О., радянська військова система використовувала досліди психотехніки Смірнова Ігоря в 1980 році для боротьби з моджахедами Афганістану, і у лікуванні синдрому посттравматичного стресу солдатів СРСР. Дослідження доктора Смірнова І. В. включали в себе й військові цілі, крім лікування наркоманії і психічних захворювань. Він заснував науково-дослідний інститут психотехнологій в університеті дружби народів у Росії як роботи з «психокорекції», термін, що використовував він для позначення підсвідомих сигналів, щоб змінити волю суб'єкта (жертви гіпнозу), або навіть повністю змінити особистість людини без її відома (переформатування психіки, деформація свідомості, демонтаж природної та монтаж штучної особистості тощо).
Інститут привернув увагу Кріса Морріса та Джанет Морріс, яким, як стало відомо, він намагався продати технологію в збройні сили Сполучених Штатів. ФБР консультувалося у доктора Смірнова щодо облоги Маунт-Кармел в 1993 р., і Смірнов запропонував транслювати дистанційно підсвідомі повідомлення сім'ям членів секти (через телефонні лінії під час переговорів). Девід Кореш намагався здатися і ФБР відмовився від плану Смірнова. Він помер 5 листопада 2004 р., але лишилися його дружину, щоби продовжити роботу зазначеного інституту.
У травні 2009 р. Міністерство національної безпеки оголосило про плани укласти контракт для тестування системи захисту аеропорту, що частково засноване на концепції Ігоря Смірнова в «ManTech SRS Technologies» в асоціації з «Northam Psychotechnologies», канадської компанії, що діє в ролі дистриб'ютора для згаданого науково-дослідного інституту психотехнологій Росії.
Розробки доктора І. В. Смірнова використовують у кадровому відборі, банківській сфері, службах безпеки тощо. Використовувалися його наукові досліди в підготовці спортсменів Олімпійської збірної СРСР в 1979—1980 рр., для працівників деяких атомних електростанцій. Наприклад, у 2008 р. за цими методикам була підготовлена Олімпійська чемпіонка з фехтування Євгенія Ламонова.
Похований в м. Москва на кладовищі «Ракіткі» (5 дільниця).

## Праці
Про свої наукові дослідження Смірнов Ігор Вікторович стверджував:

|  | Психотехнології — це кульмінація всього, чим досі займалося людство. Це набагато серйозніше, ніж атомна бомба і космічні польоти. ... Зараз ми створили тільки "кам'яну сокиру", хоча і нею вже можна робити хірургічну операцію (на психіці людини). Ми отримали інструментальні методи доступу до підсвідомості і корекції її певних сфер. А все інше - вже приватні додатки. Оригінальний текст (рос.) Психотехнологии — это кульминация всего, чем до сих пор занималось человечество. Это гораздо серьезней, чем атомная бомба и космические полеты. ...Сейчас мы создали только “каменный топор”, хотя и им уже можно делать хирургическую операцию. Мы получили инструментальные способы доступа к подсознанию и коррекции его определенных сфер. А все остальное — уже частные приложения. |

### Книги
- Игорь Смирнов, Евгений Безносюк, Алексей Журавлёв, «Психотехнологии: Компьютерный психосемантический анализ и психокоррекция на неосознанном уровне [Архівовано 4 березня 2016 у Wayback Machine.]», изд. «Прогресс» — «Культура», г. Москва, 1995 г. — 416 с., ISBN 5-01-004582-6 (рос.)
- Игорь Смирнов, «Психоэкология», г. Москва, 2003 г. (рос.)

### Статті
- Смирнов И. В., Квасовец С. В., Федоренко В. Н. Принципы психозондирования // Информационные сообщения, Сборник рефератов ВИМИ. Публикация № 11.90.9.39, г. Москва, 1990, С. 101—109. (рос.)
- Смирнов И. В., Безносюк Е. В. // Диагностика и коррекция психосемантическими методами. Сборник научных трудов, Методы нелекарственной терапии диагностики и коррекции здоровья. ММА им. Сеченова, г. Москва, 1993 г. (рос.)
- Смирнов И. В., Безносюк Е. В. // Компьютерный психоанализ и психотерапия, журнал «Медицинская помощь», № 4, 1994 г. (рос.)
- Смирнов И. В., Безносюк Е. В. // Методы неосознаваемой психотерапии, психокоррекции и психосемантического анализа с субсенсорным введением информации, журнал «Психотерапевт России», № 3, 1994 г. (рос.)
- Смирнов И. В., Безносюк Е. В. // Компьютерные психотехнологии семантического анализа бессознательного. Российский психоаналитический вестник, № 3, 1994 г. (рос.)

### Лазерний диск
- «Омофор».